# Flammenwerfer 41
O Flammenwerfer 41, ou FmW 41 (literalmente, "lança-chamas") foi o lança-chamas alemão padrão começando em 1941 e uma versão atualizada do anterior Flammenwerfer 35, cujo principal problema era seu peso excessivo de 36 kg, com o Flammenwerfer 41 tendo apenas 18 kg. Desempenhava um papel semelhante ao de outros lança-chamas da época, nomeadamente limpando trincheiras e edifícios inimigos em áreas altamente fortificadas. De 1942 a abril de 1945, foram produzidos 64.284 exemplares. Depois de 1945, os lança-chamas foram gradualmente menos usados, e a Bundeswehr não os usa.
Semelhante a muitos outros projetos da época, o FmW 41 usava uma tocha de hidrogênio para acender uma mistura de alcatrão e gasolina que era disparada por uma tocha portátil presa a um tanque. A gasolina e o propulsor eram transportados em tanques separados transportados na parte traseira que continham 11,8 litros de alcatrão e mistura de gasolina chamados Flammöl 19. O FmW 41 provou ser mais confiável e mais fácil de operar que seu antecessor e tinha um alcance aumentado de 32 metros.
Surgiram problemas contra as tropas soviéticas durante o inverno de 1941, pois seu mecanismo de iluminação era incapaz de lidar com o frio. Versões posteriores da arma substituíram a tocha de hidrogênio por um sistema baseado em cartucho que se mostrou mais eficaz.